# پنزر ۲
پانتسرکمپف‌واگن ۲ (آلمانی: [Panzerkampfwagen II] ()، خودروی زرهی رزم ۲) معروف به پانتسر ۲ (آلمانی: [panzer II] ()) که عموماً تحت عنوان پنزر ۲ شناخته می‌شود، یک تانک سبک آلمانی بود که اواسط دهه ۱۹۳۰ طراحی و به صورت گسترده در جنگ جهانی دوم به کار گرفته شد.
با این وجود که طراحی این تانک به جهت پر کردن خلع ایجاد شده پس از زیر پا گذاشتن محدودیت‌های اعمال شده بر آلمان بر مبنای پیمان ورسای صورت گرفت، پنزر ۲ به عنوان پرشمارترین تانک آلمانی در هنگام آغاز درگیری‌ها نقشی کلیدی در سال‌های اولیه جنگ جهانی دوم به خصوص در نبردهای لهستان و فرانسه ایفا کرد. از این تانک در تمامی جبهات از جمله شمال آفریقا و جبهه شرقی استفاده شد.
در نهایت تانک‌های متوسط پنزر ۳ و ۴ بین سال‌های ۱۹۴۰ و ۱۹۴۱ جانشین پنزر ۲ شدند تا این تانک از سال ۱۹۴۲ تقریباً از تمامی خطوط مقدم خارج و از آن پس تنها در مقاصد آموزشی و در مناطق عملیاتی ثانویه به کار گرفته شود. در برخی موارد از جمله در خط دفاعی ساحلی موسوم دیوار آتلانتیک نیز از برجک تانک‌های از رده خارج شده پنزر ۱ و ۲ به عنوان استحکامات دفاعی ثابت استفاده شد.
با این وجود که تولید تانک پنزر ۲ از ژانویه سال ۱۹۴۴ متوقف گردید، در ادامه از شاسی آن همچنان در تولید انواع زره‌پوش‌های دیگر از جمله توپ خودکششی وسپه و زره‌پوش ضدتانک ماردر ۲ بهره برده شد.

## تاریخچه عملیاتی
ورماخت سال ۱۹۴۰ در نبرد فرانسه ۹۵۵ تانک پنزر ۲ را به‌کار گرفت. با وجود سرعت بالا و عملکرد خوب خارج از جاده، توپ ۲۰ میلی‌متری پنزر ۲ اثر اندکی بر زره تانک‌های قدرتمندتر دشمن داشت و زره آن محافظت کمی در مقابل هر سلاحی جز آتش تسلیحات کوچک و ترکش‌ها برای این تانک تأمین می‌کرد. به هر صورت تاکتیک‌های رزمی و سازماندهی برتر آلمانی‌ها اجازه وارد آمدن خسارات جدی به ناوگان تانک‌های پنزر ۲ را نداد. اواخر این سال مقرر شد تانک‌های پنزر ۲ تنها در دسته‌های زرهی سبک که ماموریت‌های شناسایی به آن‌ها محول می‌گردید، به کار برده شوند. بدین شکل از پنزر ۲ به عنوان خودروی شناسایی در کارزار شمال آفریقا و جبهه شرقی نیز استفاده شد پیش از آن که کاملاً از خط مقدم خارج شود.

## انواع دیگر

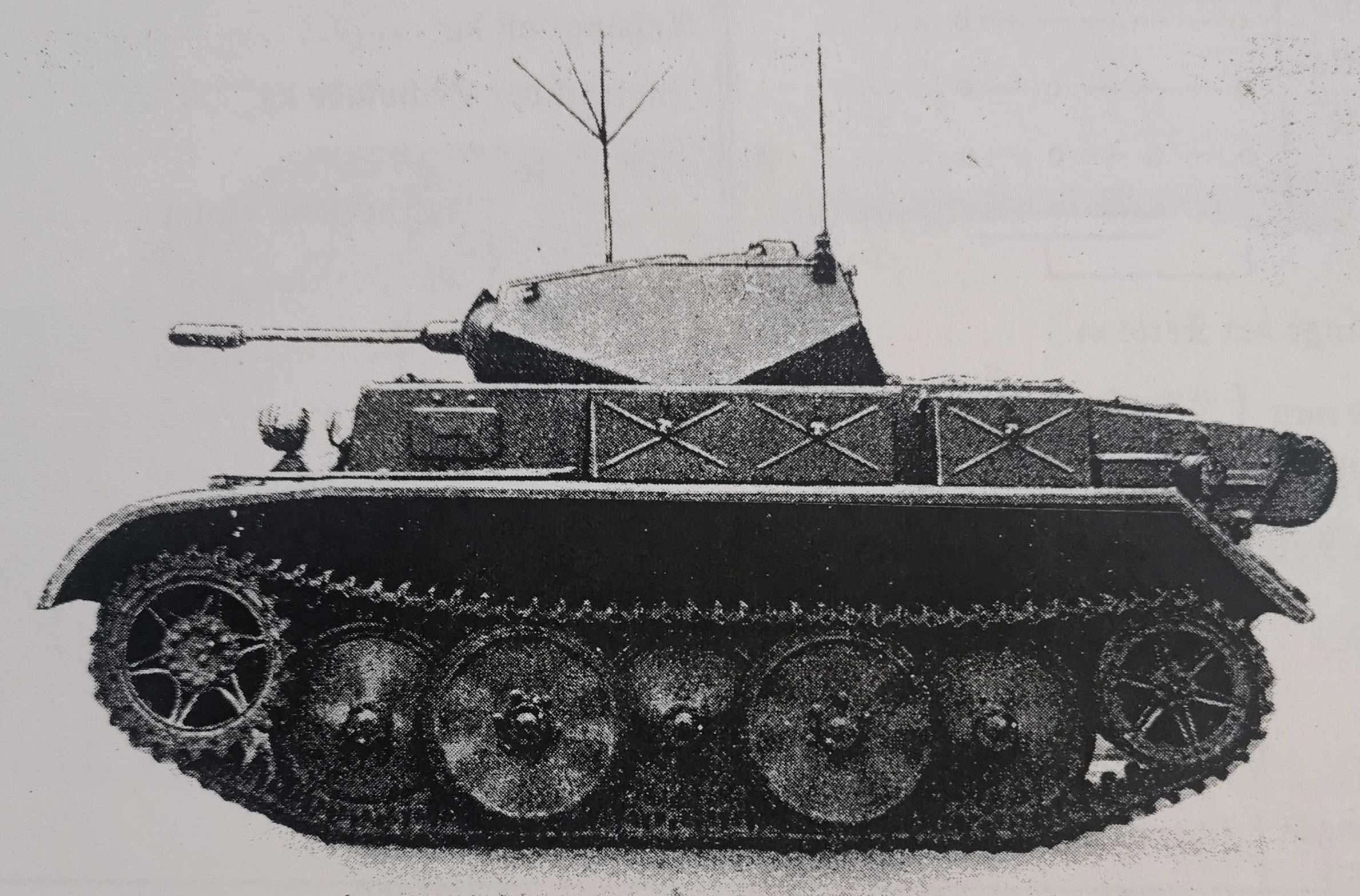
لوکس
درخواست نیروی زمینی برای یک نسخه ویژه شناسایی از پنزر ۲ سال ۱۹۴۳ منجر به تولید مدل ال این تانک شد. عنوان این مدل بعداً به لوکس (سیاه‌گوش) تغییر کرد. این تانک ۱۱٫۸ تن وزن و چهار خدمه داشت. سامانه تعلیق محور پیچشی شامل پنج چرخ‌همپوشان در هر طرف می‌شد. این سامانه تعلیق بهبود یافته و موتور ۶ سیلندر مایباخ با ۱۸۰ اسب بخار توان امکان رسیدن لوکس به حداکثر سرعت ۶۰ کیلومتر بر ساعت را فراهم می‌آورد. این مدل تسلیحات استاندارد تانک پنزر ۲ را داشت. با این حال تعدادی از آن‌ها به یک توپ ۵۰ میلی‌متری مسلح شدند. تا ماه ژانویه سال ۱۹۴۴ که تولید آن به اتمام رسید، مجموعاً ۱۱۱ دستگاه از مدل لوکس تولید شد.

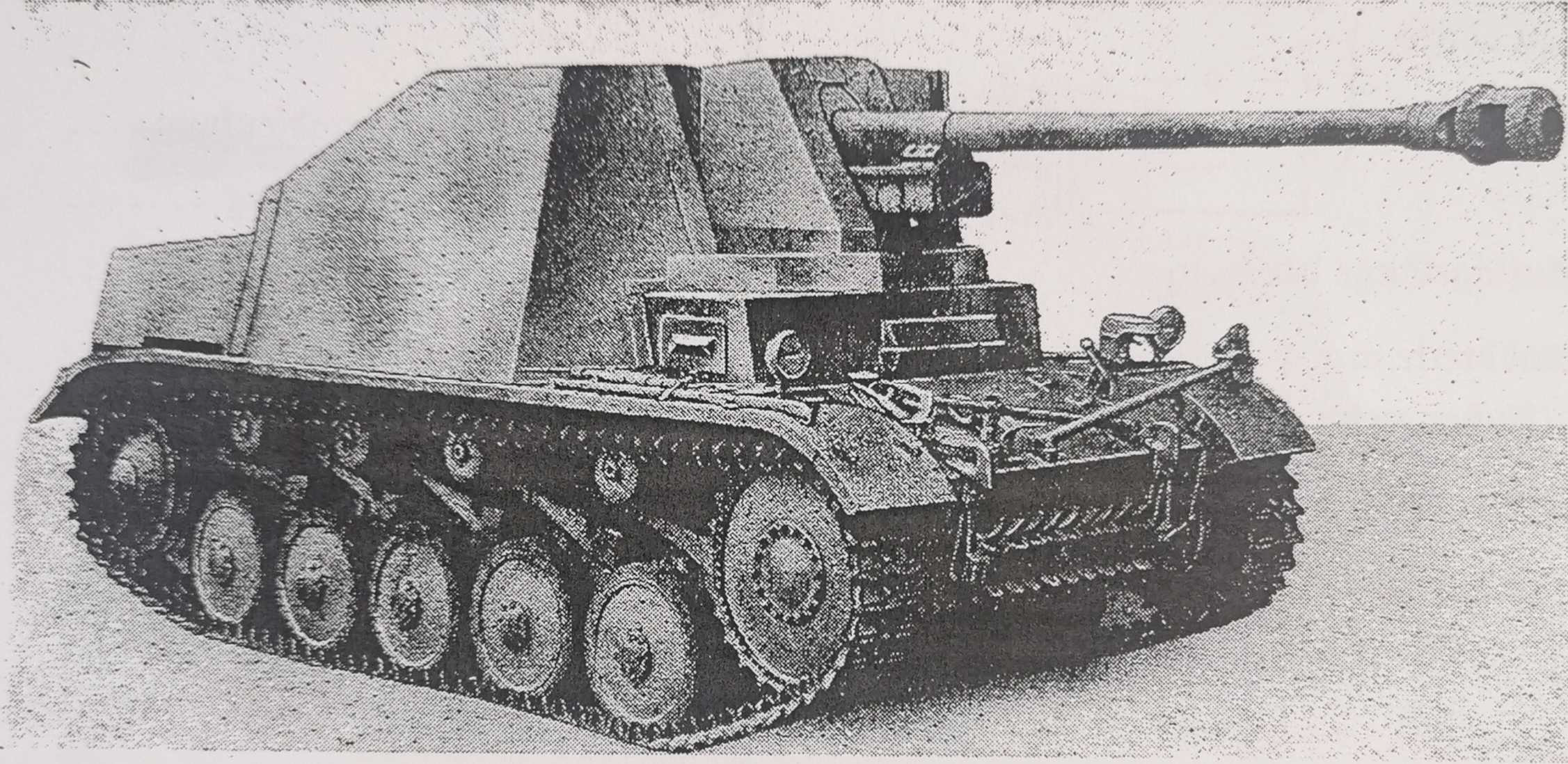
ماردر ۲
با نصب یک توپ ۷۵ میلی‌متری بر شاسی تانک پنزر ۲، گونه‌ای زره‌پوش ضدتانک ایجاد شد که عموماً ماردر ۲ نامیده می‌شد. در این گونه یک سازه فوقانی زرهی نازک سه‌وجهی با سقف و پشت باز از سه خدمه آن محافظت می‌کرد. بین ماه‌های آوریل سال ۱۹۴۲ تا ژوئن سال ۱۹۴۳ مجموعاً ۲۰۱ نمونه از آن تولید و تا پایان جنگ استفاده شد.

## تولیدات
| ۱۹۳۶ | ۱۹۳۷ | ۱۹۳۸ | ۱۹۳۹ | ۱۹۴۰ | ۱۹۴۱ | ۱۹۴۲ | مجموع |
| ---- | ---- | ---- | ---- | ---- | ---- | ---- | ----- |
| ۳۳۲  | -    | ۶۶۹  | ۲۳۷  | ۹۳   | ۲۳۳  | ۳۲۲  | ۱۷۹۳  |

## مشخصات فنی (مدل اف)

### مشخصات عمومی
- خدمه: ۳ نفر

#### ابعاد
- طول: ۴۸۱ سانتی‌متر
- عرض: ۲۲۸ سانتی‌متر
- ارتفاع: ۲۱۵ سانتی‌متر
- فاصله کف از سطح زمین: ۳۵ سانتی‌متر
- حداکثر عمق عبور از آب: ۹۲ سانتی‌متر
- قطر چرخ‌ها: ۵۵۰/۹۸ میلی‌متر

#### وزن
- وزن بارگیری شده: ۹٫۵ تن
- فشار بر سطح: ۰٫۷۸ کیلوگرم بر سانتی‌متر مربع
- فشار بر چرخ‌ها: ۹۷ کیلوگرم بر سانتی‌متر مربع

#### پیشرانه
- نیرومحرکه: یک موتور بنزینی ۶ سیلندر Maybach HL62TM خنک‌شونده با مایعات: ۱۴۰ اسب بخار
- ظرفیت موتور: ۶٫۲ لیتلر
- بهره‌وری موتور: ۲۲٫۶ اسب بخار بر لیتر
- نسبت توان به وزن: ۱۴٫۷ اسب بخار بر تن
- ظرفیت سوخت: ۱۷۰ لیتر
- حداکثر دور موتور: ۲۶۰۰ بار بر دقیقه
- انتقال قدرت: ۶ دنده جلو - ۱ دنده عقب
  - حداکثر سرعت دنده‌ها:
    - ۱: ۲٫۲ کیلومتر بر ساعت
    - ۲: ۹٫۵ کیلومتر بر ساعت
    - ۳: ۱۲٫۸ کیلومتر بر ساعت
    - ۴: ۲۱٫۲ کیلومتر بر ساعت
    - ۵: ۳۰ کیلومتر بر ساعت
    - ۶: ۳۹٫۵ کیلومتر بر ساعت
- چرخ زنجیر: جلو

#### زره
- بدنه:
  - جلو: ۳۵–۳۰ میلی‌متر
  - اطراف: ۱۴٫۵ میلی‌متر
  - پشت: ۱۴٫۵ میلی‌متر
  - سقف: ۱۲–۱۰ میلی‌متر
  - کف: ۵ میلی‌متر
- برجک:
  - جلو: ۳۰ میلی‌متر
  - اطراف: ۱۴٫۵ میلی‌متر
  - پشت: ۱۴٫۵ میلی‌متر
  - سقف: ۱۰ میلی‌متر

### عملکرد
- حداکثر سرعت: ۳۹٫۵ کیلومتر بر ساعت
- حداکثر برد:
  - ۱۹۰ کیلومتر در جاده
  - ۱۲۵ کیلومتر خارج از جاده

### تسلیحات
- یک توپ KwK 30 L/55 کالیبر ۲۰ میلی‌متر: ۱۸۰ گلوله
- یک مسلسل ام‌گه ۳۴ کالیبر ۷٫۹۲ میلی‌متر: ۱۴۲۵ فشنگ[۶]